# 西南师范大学
西南师范大学，是1950年至2005年间存在的一所师范类高等院校，此后参与组建西南大学。
学校位于重庆市北碚区天生路2号，最早的前身是1906年兴建的川东师范学堂于1932年设置的乡村师范专修科，后于1933年独立为四川乡村建设学院，1936年改名为四川省立教育学院，1950年与原国立女子师范学院合并，成立西南師範學院，1985年升格为西南師範大學，直属于中华人民共和国教育部。学校占地约4500亩。由于招生政策的原因该校拥有相当数量的少数民族学生。2005年7月16日正式与相邻的西南农业大学合并成立综合性大学西南大学，并进入了“211工程”。

## 歷任校長
| 任數             | 姓名   | 任期          |
| ---------------- | ------ | ------------- |
| 第一任院长:      | 謝立惠 | 1951年-1954年 |
| 第二任院长:      | 張永青 | 1954年-1964年 |
| 第三任院长:      | 徐方庭 | 1965年-1966年 |
| 校方被紅衛兵奪權 | 空缺   | 1967年-1976年 |
| 第五任院长:      | 張永青 | 1977年-1983年 |
| 第六任院长:      | 陳重穆 | 1984年-1985年 |
| 第一任校长:      | 陳重穆 | 1985年-1986年 |
| 第二任校长:      | 鐘章成 | 1986年-1993年 |
| 第三任校长:      | 邱玉輝 | 1994年-2002年 |
| 第四任校长:      | 宋乃慶 | 2002年-2005年 |

## 科研機構
- 西南民族教育與心理研究中心
- 三峽庫區經濟社會發展研究中心
- 教育科學研究所
- 西南基礎教育研究中心
- 高等教育研究所
- 漢語言文獻研究所
- 中國新詩研究所
- 中國詩學研究中心
- 盧作孚研究中心

## 附屬機構
- 西南師範大學出版社
- 西南師範大學音像出版社
- 西師附中
- 西師附小
- 西師幼兒園

## 學校特色
由於現西南大學北區（原西南師範大學）校址是50年代初设在北碚的原川东人民行政公署和川东区党委的驻地，因此繼承了相當多的原川東行署的建築，這些建築別具風格很有特色，雖然不高（多只有兩三層），但是設計精美獨特，圍牆上爬滿了爬山虎等綠色植物，整個建築從外面看起來非常漂亮。這部份建築現為西南大學第一行政樓和東方紅俱樂部、黨委宣傳部等。
而以文學院為代表的一批50年代剛遷至北碚后興建的教學樓多是青磚的蘇式風格建築。
2005年學校並購的中國人民解放軍总参谋部第五十一裝備研究所的建築以前是川東軍區的辦公用地，這部份建築在該校著名的李園森林之中，外觀風格整齊一致，也十分美觀。
|  |  |  |  |
|  |  |  |  |

### 校園特色
西南師範大學校園環境十分優美，綠色植物非常多。該校亦富有重慶地形特色，山多，坡多，樹多，其中有相當多的樹有幾十年的歷史。
|  |  |  |  |
|  |  |  |  |

## 學生社團
- 西南大學學生通訊社

## 境外合作交流
|                                                                                             |                                                                                            |                                                                                          |
| - 日本 - 信州大學 - 立命館大學 - - 東亞大學 - 韓東大學 - 首爾女子大學 - 又松大學 - 仁濟大學 | - 臺灣 - 義守大學 - 高雄大學 - 泰國 - 孔敬大學 - 皇家理工大學 - 西北大學 - 英国 - 女王大學 | - 香港 - 香港教育學院 - 美国 - 聖約翰大學 - 聖約尼迪克學院 - 密歇根州立大學 - 伊諾利大學 |

## 杰出校友
- 吳宓 - 比较文学家，著名西洋文学家。
- 張敷榮，新中國教學論學科的主要奠基者，任教于原西南師範大學。
- 劉兆吉，中國美育心理學創始人，任教于原西南師範大學。
- 方敬，中國當代詩人和文學翻譯家，畢業于原西南師範大學。
- 袁道先，中國巖溶環境學的開拓者，中國科學院院士，任教于西南大學地理科學學院。
- 蘇葆楨，國畫大師，畢業于原西南師範大學。
- 王康，著名学者。

## 参看
- 重慶大學列表
- 重慶高等院校
- 211工程
- 国家重点学科
- 西南大學歷史